# 鄭回 (永樂進士)
鄭回，福建福州府懷安县人，明朝政治人物、進士出身。

## 生平
永樂三年，福建乙酉乡试中舉。永樂四年，登丙戌科會試中進士。后選為翰林院庶吉士，編撰永樂大典。